# Vaterpolo Klub Zemun
Il Vaterpolo Klub Zemun è una squadra di pallanuoto che ha sede a Zemun, in Serbia.

## Storia
Il club viene fondato nel 1992, e ha ottenuto diversi successi soprattutto in ambito giovanile.
A livello senior, la squadra riesce a scalare le gerarchie della pallanuoto serba portandosi in pochi anni in prima divisione. A fine anni 1990 il club viene sciolto, per poi essere nuovamente riformato. Torna in massima divisione in occasione del 2014-15, a seguito della riforma del campionato serbo con l'aumento di squadre da 8 a 12, e dopo il quarto posto ottenuto in seconda divisione.